# James Harris, 1. Earl of Malmesbury

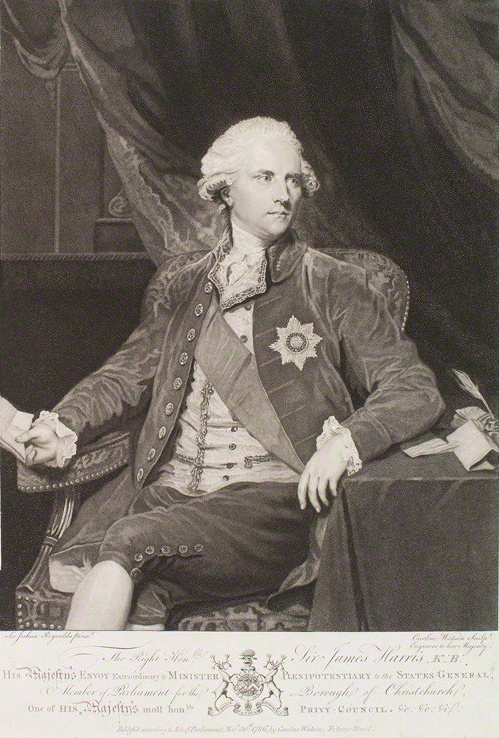
James Harris 1. Earl of Malmesbury

James Howard Harris, 1. Earl of Malmesbury, GCB (* 21. April 1746 in Salisbury; † 20. November 1820) war ein britischer Diplomat.
James Harris studierte, nachdem er die Winchester College besucht hatte, am Merton College der Universität Oxford und an der Universität Leiden. Er wurde 1767 Legationssekretär in Madrid, wo bereits seine großen Fähigkeiten erkannt wurden.
Im Jahr 1772 wurde er Gesandter in Berlin, ging 1776 als bevollmächtigter Minister nach Sankt Petersburg, 1782 nach Den Haag. Dort begegnete er mehrmals während der unsicheren Lage der Republik der Sieben Vereinigten Provinzen den preußischen Diplomaten Friedrich Wilhelm von Thulemeier. In Anerkennung seiner Verdienste wurde Harris 1788 als Baron Malmesbury, of Malmesbury in the County of Wiltshire, zum Peer erhoben. Fünf Jahre später ging Harris wieder nach Deutschland, wo er 1795 die Heirat des britischen Thronfolgers, des Fürsten von Wales, mit der Prinzessin Caroline von Braunschweig vermittelte. Dabei fungierte er auch als Stellvertreter des Fürsten bei der Trauungszeremonie und begleitete die Prinzessin dann nach Großbritannien.
1796 und 1797 unterhandelte er erfolglos mit dem französischen Direktorium in Paris und Lille, musste aber dann wegen Taubheit in den Ruhestand treten. 1800 wurde Harris zum Earl of Malmesbury erhoben.

## Schriften
herausgegeben von seinem Enkel, James Howard Harris, 3. Earl of Malmesbury
- Diaries and correspondence of James Harris, first Earl of Malmesbury.  London 1844, 4 Bände
- Letters of the first Earl of Malmesbury, 1746–1820. London 1870, 2 Bände
- James Harris, erstem Earl von Malmesbury, Tagebücher und Briefwechsel während seines Aufenthaltes als Gesandter an den Höfen von Madrid, Friedrich des Großen, Katharinas II. und im Haag, sowie seiner besonderen Missionen nach Berlin, Braunschweig und bei der französischen Republik. Herausgegeben von seinem Enkel. Ins Deutsche Übertragen von A. Kretzschmar; 1. Band; Druck und Verlag des Verlags-Comptoirs Grimma, 1848.